# Хейдалла, Мохаммед Хуна ульд
Мохаммед Хуна ульд Хейдалла (араб. محمد خونا ولد هيداله‎; род. 1940) — мавританский военный и политический деятель, глава государства (председатель Военного комитета национального спасения в 1980—1984), премьер-министр (1979—1980 и 1984), кандидат на выборах президента в 2003 и в 2007 году.

## Биография
Родился на северо-западе Мавритании (по другим данным, на крайнем юге Западной Сахары) в семье сахрави (марокканские берберы). Учился в Росо. Выучился до степени бакалавра в 1961 году в Дакаре. C 1962 года — в мавританской армии, проходил военное обучение во Франции, в частности в училище Сен-Сир.
С 1975 года на севере Мавритании и в районе Тирис-эль-Гарбия принимал активное участие в боях с подразделениями фронта ПОЛИСАРИО, в частности в известных сражениях у рудников в районе Зуэрата и Бир-Могрейна.
Принял активное участие в подготовке и совершении государственного переворота 10 июля 1978 года, свергнувшего многолетнего президента страны М.ульд Дадду, после чего получил пост начальника генштаба войск Мавритании (27 июля 1978 — 30 мая 1979) и члена правящего в стране Военного комитета национального возрождения, который возглавил полковник Мустафа ульд Мохаммед Салех.
6 апреля 1979 года вместе с подполковником Ахмедом Бусейфом стал одним из организаторов нового государственного переворота (номинально Салех оставался главой государства ещё 2 месяца, но фактически был полностью отстранён от власти). В результате реорганизации руководящих органов страны вместо ВКНВ создан Военный комитет национального спасения (ВКНС), его главой был провозглашён полковник Мохаммед Махмуд ульд Ахмед Лули, бывший министр по делам госслужащих и подготовке кадров. Из состава ВКНС были выведены все гражданские лица.
После гибели подполковника Бусейфа в авиакатастрофе 27 мая 1979 года занял пост премьер-министра.
В июле 1979 года заявил об окончательном отказе Мавритании от притязаний на территорию Западной Сахары.

## Во главе страны
4 января 1980 года сместил главу ВКНС ульд Лули и объединил в своих руках посты председателя ВКНС (т. е. главы государства) и премьер-министра, сформировал новое правительство, в которое вновь были привлечены гражданские специалисты. Правительственная программа наметила радикальные меры по ужесточению режима экономии, борьбе с коррупцией и хищениями, сокращению расходов на содержание государственного аппарата, «мавританизации» прибыльного морского рыболовства путём создания смешанных фирм и вытеснения иностранцев из этой отрасли.
В отношении Западной Сахары была объявлена политика нейтралитета и вывода войск из зоны боевых действий.
Для предотвращения ставших обычными этнорасовых беспорядков, возникавших на основе споров о языковых приоритетах, в системе школьного образования кроме арабского и французского языков были введены негро-африканские языки населения юга страны. Подверглась реорганизации судебная система: к судам, рассматривавшим уголовные и гражданские дела на основе общего права, в мае 1980 года добавилось применение в специальных судах мусульманского права — шариата, признающего всех равными перед аллахом, внёсшего много архаичных элементов в мавританское судопроизводство.
В июле 1980 года широкий резонанс в обществе приобрело решение отменить традиционное рабство, затрагивавшее социальное положение почти четвёртой части населения Мавритании. Мавритания была последней страной мира, где рабство официально разрешалось.
В декабре 1980 года было сформировано гражданское правительство под руководством Ахмеда ульд Бнейджары. ВКНС обещал снять запрет и на деятельность ряда политических организаций и перейти к гражданской форме правления, но отказался от намерения сформировать гражданское правительство и принять новую конституцию после попытки государственного переворота, предпринятой в марте 1981 года прибывшими из за рубежа вооружёнными группами под командованием двух бывших членов ВКНС, находившихся в эмиграции. Подавивший мятеж подполковник Маауйя ульд Сиди Ахмед Тайя в апреле 1981 года сформировал новое военное правительство. Попытки государственного переворота, предпринятые противниками режима в 1981—1982 годах, а также усиление племенных и этнорасовых противоречий отодвинули процесс демократизации общественно-политической жизни.
В промышленности наблюдался застой, вызванный нерентабельностью предприятий, нехваткой кадров. Упал спрос на мавританскую железную руду, что привело к дефициту платёжного баланса страны. Вырос государственный долг. Тяжёлое положение сложилось в сельском хозяйстве. Свыше 80% общих потребностей населения в основных продуктах питания удовлетворялось за счёт импорта. Увеличилась безработица, резко снизился жизненный уровень трудящихся, усилилась миграция из деревни в города. В ряде районов страны бастовали рабочие и служащие.
В целях стабилизации внутриполитической обстановки режим пошёл на некоторое улучшение положения граждан. Была повышена заработная плата некоторым категориям малооплачиваемых рабочих, а в государственном секторе она была уравнена с зарплатой в частном секторе. Бесплатно раздавались неимущим продукты питания, полученные Мавританией из-за рубежа в качестве срочной продовольственной помощи. Была предпринята реформа государственно-административного аппарата. Однако все эти меры носили паллиативный характер.
Правящему режиму приходилось учитывать также наличие и стране запрещенных оппозиционных группировок, оказывающих на него давление: с одной стороны, традиционалистов и приверженцев проарабской ориентации, с другой — негритянских активистов националистического движения «ЭльХор» и Союза за демократическую Мавританию — промарокканской организации, причастной к попытке государственного переворота 1981 года.
В феврале 1982 года была подавлена попытка переворота, возглавленная бывшим главой страны ульд Салехом и бывшим премьер-министром ульд Бнейджарой, а в январе 1983 года — ещё одна, в подготовке которой была обвинена Ливия.
Однако наиболее серьезной проблемой, с которой столкнулось мавританское руководство, являлось отсутствие единства среди членов ВКНС в вопросе их отношения к Сахарской Арабской Демократической Республике (САДР): одни выступали в поддержку САДР, другие — против. Политика нейтралитета, проводимая в отношении САДР мавританским правительством, вызвала ухудшение отношений с Марокко, которое все чаще обвиняло Мавританию в том, что она служит тыловой базой сахарским силам. Всё чаще случались боевые стычки между марокканскими и мавританскими войсками.
Некоторое время ульд Хейдалла пытался поддерживать равновесие между просахарскими и промарокканскими группировками в руководстве страны. Но в феврале 1984 года настоял на официальном признании САДР, что вызвало недовольство в правящих кругах страны. В частности, премьер-министр и министр национальной обороны ульд Тайя заявил, что он не одобряет таких действий ульд Хейдаллы в отношении САДР. В начале марта президент сместил ульд Тайю с поста премьер-министра, назначив его начальником генерального штаба. Сам же ульд Хейдалла сконцентрировал в своих руках всю власть в стране: посты главы государства, главы правительства и министра национальной обороны. В правительстве всё больше проявлялись признаки нарастающего кризиса.
В последние месяцы пребывания ульд Хейдаллы у власти все экономические и социальные трудности страны выступили на первый план. Несмотря на новую политику Мавритании в области рыболовства, практически ничего не было сделано, например, для установления национального контроля над этой важной отраслью национального хозяйства, которая при должном управлении могла бы давать больше экспортных поступлений, нежели добыча железной руды. Необычайного размаха достигла коррупция. Так, некоторые мавританские предприниматели и должностные лица в сговоре с влиятельными иностранными группировками активно участвовали в разграблении морских богатств страны. Скандалы, связанные с коррупцией, вспыхивали и в других отраслях хозяйства.
12 декабря 1984 года в период заграничной поездки ульд Хейдаллы в Бурунди произошла "реорганизация" ВКНС (фактически — переворот), новым председателем ВКНС и главой государства на 21 год стал Маауйя ульд Сиди Ахмед Тайя.

## После президентства
Ульд Хейдалла ввернулся в страну, был арестован прямо в аэропорту и пробыл под административным арестом до 1988 года.
В ноябре 2003 года участвовал в президентских выборах как глава объединённой оппозиции и занял 2-е место, набрав 18,7% (выступал с происламскими лозунгами в противовес "прозападному" ульд Тайя). Ещё до выборов был задержан по обвинению в подготовке вооружённого захвата власти, но потом отпущен, затем приговорён к 5 годам лишения свободы условно и лишению прав заниматься политической деятельностью на этот период (приговоры были отменены после прихода к власти нового лидера страны ульд Валля в августе 2005 года). Был снова арестован 3 ноября 2004 года по тому же обвинению в подготовке переворота, содержался под стражей до февраля 2005 года, когда был оправдан.
Заметно менее удачно баллотировался на выборах в марте 2007 года, когда снова выступил с исламско-националистической платформой, поставив основными лозунгами борьбу с бедностью и пережитками рабства. Набрал 1,73% и занял лишь 10-е место. После выборов объявил о своей поддержке нового президента страны, ульд Абдуллахи.
Поддержал переворот 6 августа 2008 года, возглавленный генералом Мохаммедом ульд Абдель Азизом, осудил при этом точки зрения на это событие Франции, Евросоюза и США и призвал мавританцев сплотиться вокруг нового руководства страны.
В июле 2007 года его сын, Сиди Мохаммед ульд Хейдалла, был арестован в Марокко за перевозку наркотиков и позже приговорён к 7 годам тюрьмы.